# Oligia atrivittella
Oligia atrivittella là một loài bướm đêm trong họ Noctuidae.